# Теория социального обмена
Теория социального обмена Дж. Хоманса (англ. Social exchange theory) — это теория, созданная американским социологом Дж. Хомансом, которая объясняет успех взаимодействия людей посредством взаимно приобретенной выгоды. Согласно данной теории, человек стремится максимизировать выгоду и минимизировать издержки в общении. При этом поведение индивида зависит от того, какой была реакция общества на его поступки в прошлом. Хоманс посвятил теории социального обмена главу своей книги «Социальное поведение: его элементарные формы».

## Основные положения
Теория обмена исходит из суждения о главенстве человека над системой. Данная теория противоречит постулатам структурного функционализма, идей которого придерживалисьТ. Парсонс  и Э. Дюркгейм. Началом этого противостояния стал лозунг «Bringing man back in» («Возвращение к человеку»), выдвинутый Дж. Хомансом в одной из его работ. Истинная теория, по Хомансу, опирается на принципы психологии. Такая теория рассматривает механизмы элементарного поведения и берёт свое начало в бихевиоризме. В основу теории Хоманса легли положения о взаимном обмене вознаграждениями (позитивными подкреплениями) и наказаниями (негативными подкреплениями). Хоманс делит объекты своего исследования на группы. В процессе изучения этих групп социолог выявляет зависимость чувств и поступков их членов. Результаты данного исследования социолог представил в своей работе «Человеческая группа» .
В своих суждениях Хоманс опирается на принципы "оперантного" поведения, сформулированные американским психологом Б. Скиннером. Они легли в основу 5 постулатов теории обмена:
1. Постулат стимула: если в прошлом определенный стимул или набор стимулов приводил к вознаграждению поступка индивида, то тем более вероятно, что при наличии схожих стимулов в настоящем, человек совершит такой же или схожий поступок.
2. Постулат успеха: чем чаще индивид получает вознаграждение за свой поступок, тем больше вероятность того, что этот поступок будет повторяться им с определенной частотой в будущем.
3. Постулат ценности: чем ценнее для индивида результат его деятельности, тем чаще данный индивид будет совершать эту деятельность в будущем.
4. Постулат депривации — пресыщения: если человек получает награду за свои действия с определённой частотой, то последующие награды за те же действия становятся менее ценными.
5. Постулат распределительной справедливости: чем чаще правило распределительной справедливости оказывается нереализованным в ущерб какому-либо индивиду, тем вероятнее, что данный индивид испытает раздражение.

«Отсутствие ожидаемого вознаграждения является не просто чем-то, что высвобождает эмоциональное поведение; оно является ещё и наказанием, а его избежание, соответственно вознаграждением. Следовательно, люди не только выражают раздражение или, менее явно, вину, когда так или иначе нарушается распределительная справедливость, но и учатся как-то с этим справляться. Они учатся избегать деятельностей, вовлекающих их в несправедливые обмены; они учатся выдавать деятельности, вознаграждаемые достижением справедливости, и, более того, само невыполнение этих деятельностей превращается для них в издержки. Короче говоря, одной из обмениваемых ценностей становится сама справедливость.»— Хоманс Дж. К. Социальное поведение: его элементарные формы

## Критика
Теория обмена Хоманса не раз вызывала острую критику. Основным недостатком теории признано то, что она предлагает упрощенное представление о социальном взаимодействии людей. Так, социолог Питер П. Эке критиковал Хоманса за его узкий подход к изучению социальных явлений. Рассматривая двустороннюю или диадическую модель обмена, Хоманс сосредотачивался прежде всего на принципе соответствия выгоды и издержек. Следовательно, главенствующим стимулом в процессе обмена являются эгоизм индивида. Кроме того, некоторые социологи утверждают, что теория Хоманса не применима к многостороннему социальному взаимодействию и поэтому примитивна и нежизнеспособна.
Несмотря на то, что большинство американских авторов признают стройность и новизну теории, в своих рассуждениях они указывают на отсутствие эмпирического исследования. Прежде всего это касается базовых понятий, которые, по мнению социологов, можно назвать скорее метафорами, нежели научными терминами. Также критикуется трактовка Хомансом опыта Б. Скиннера. Хоманс крайне выборочно заимствует принципы, сформулированные Скиннером, не придавая внимание ключевым особенностям его подхода, например, влиянию различных схем подкрепления. По мнению К. Дойча и Краусса, теория обмена Хоманса, как и большинство теорий американской социальной психологии, не отличается наличием строгой системы. Вдобавок она не даёт возможности предсказывать поведение индивида.
Последователь Хоманса П. Блау учёл в своих работах недостатки теории своего предшественника и обратился к синтезу идей социального обмена и макросоциологических понятий структурного функционализма. Он создал теорию рациональности, на основании которой индивид, оказавшись перед выбором, отдает предпочтение решению, которое, по его мнению, приведёт к наилучшему результату.

### Парсонс против Хоманса
Хоманс нередко вступал в дискуссию с приверженцами структурного функционализма, одним из которых был Т. Парсонс, который критиковал Хоманса за отсутствие каких-либо различий в изучении поведения животных и людей. Для Парсонса этот вопрос был крайне значимым, так как в своей теории он качественно разделял две эти области. Особенное возмущение социолога вызывало то, что Хоманс в своей теории обмена рассуждает о взаимодействии людей, основываясь на теории Скиннера о голубях. С помощью этой теории Хоманс объяснил положение о «распределенной справедливости». В данном положении говорится о том, что гнев человека имеет схожие черты с реакцией голубя, которого перестали подкармливать после того, как это делалось регулярно в тех же условиях. Вторым важным аспектом противоречий Хоманса и Парсонса стал психологический подход Хоманса к  социальных явлениям.  Парсонс утверждал, что психология в большинстве случаев неспособна объяснить сложные подсиситемы действия. Также Хоманс не привел никакой доказательной базы своей теории, но даже если бы он попытался это сделать, согласно Парсонсу, его бы постигла неудача. Хоманс согласился, что объяснение структур и сложных обществ является нерешенным вопросом, однако он отказался признать, что психологические постулаты не достаточно убедительны в исследовании данной темы.

### Питер П. Эке против Хоманса
Разделяя взгляды Э. Дюркгейма, П.Эке скептически относился к теории обмена Хоманса. Последователь дюркгеймской традиции доказал, что теория Хоманса является реакцией на появление трудов социолога бельгийского происхождения Клода Леви-Стросса, который поддерживал взгляды Э.Дюркгейма. Дж.Хоманс, в свою очередь, разделял идеи индивидуалистической традиции Г. Спенсера. Таким образом, теория обмена Хоманса сформировалась из двух противоречащих друг другу направлений. Этот диссонанс, согласно П. Эке, привёл к появлению теории, не имеющей под собой основательной базы. Также Эке не признавал позицию Хоманса, направленную на отрицание ценностей и норм, формирующих отношения, основанные на обмене вознаграждениями.